# Заставці (Чортківський район)
Заста́вці — село в Україні, у Монастириській міській громаді Чортківського району Тернопільської області. Розташоване на річці Коропець, на півночі району. До 2020 року центр Заставецької сільської ради. До села приєднано хутір Пасіка.
Населення — 397 осіб (2003 р.).

## Історія
Поблизу с. Заставці виявлено археологічні пам'ятки пізнього палеоліту, трипільської, комарівсько-тши-нецької культур.
Згадується  12 березня  1470 року в книгах галицького суду .
Перша писемна згадка — 1478 р.
Діяли «Просвіта», «Союз українок» та інші українські товариства, кооператива.
У 1944–1950-х рр. Заставці стали центром зв’язку для ОУН та УПА. Село зазнало великих втрат:
- загинули Григорій Бойко (1927–1946), Микола Гальма (1902–1947), Іван Годич (1919–1944), Петро Гринишин (р. н. невід.–1944), Іван (1924–1945), Микола (1922–1944) і Михайло (р. н. невід.–1944) Джиджори, Василь (1921–1941) і Григорій (1924–1945) Залізняки, Володимир (1926–1946), Іван (1906–1941) та Іван (1921–1945) Кісі, Григорій (1922–1944), Іван (1918–1945), Марія (1920–1945) і Микола (1914–1945) Коломийці, Іван Лупак (1925–1946), Василь Новіцький (1922–1945), Іван Савіцький (р. н. невід.–1945), Петро Шпунт (1926–1944), Іван (1921–1944) і Петро (1915–1946) Яремки та інші.

Із мобілізованих на фронти Другої світової війни:
- пропали безвісти: Степан Блукало (1919 р. н.), Григорій Джиджора (1910 р. н.), Петро Джиджора (1900 р. н.), Михайло Качур (1918 р. н.), Йосип Медвідь (1902 р. н.).

На спецпоселення в Сибір були вислані:
- Марія Баглай (1924 р. н.), Ганна Бернацька, Ярослав Бойко (1928 р. н.), Катерина Дунець (1923 р. н.), Ганна Каськів (1926 р. н.), Ганна (1934–1954), Іван (1931 р. н.), Микола (1909–1953) і Текля (1910–1951) Коржановські, Вікторія Михайлюк (1925 р. н.), Семен Небесний (1917–2001), Теодор Новіцький (1910–1991), Ярослав (1936 р. н.), Іван, Петрунелія, Христина, Юрко Шулики та інші.

В червні 1957 року у Заставцях внаслідок повені знищені прибережні будинки, були людські жертви.
Протягом 1962–1966 село належало до Бучацького району. 
12 червня 2020 року, відповідно до розпорядження Кабінету Міністрів України № 724-р «Про визначення адміністративних центрів та затвердження територій територіальних громад Тернопільської області» увійшло до складу Монастириської міської громади.
19 липня 2020 року, в результаті адміністративно-територіальної реформи та ліквідації Монастириського району, село увійшло до складу Чортківського району.

## Політика

### Парламентські вибори, 2019
На позачергових парламентських виборах 2019 року у селі функціонувала окрема виборча дільниця № 610704, розташована у приміщенні школи.
Результати
- зареєстровано 229 виборців, явка 76,86%, найбільше голосів віддано за Всеукраїнське об'єднання «Батьківщина» — 25,29%, за «Слугу народу» — 24,14%, за «Європейську Солідарність» — 14,37%.[5] В одномандатному окрузі найбільше голосів отримав Микола Люшняк (самовисування) — 40,80%, за Романа Василіцького (Об'єднання «Самопоміч») — 18,97%, за Ігоря Сопеля (Слуга народу) — 10,92%[6].

## Релігія

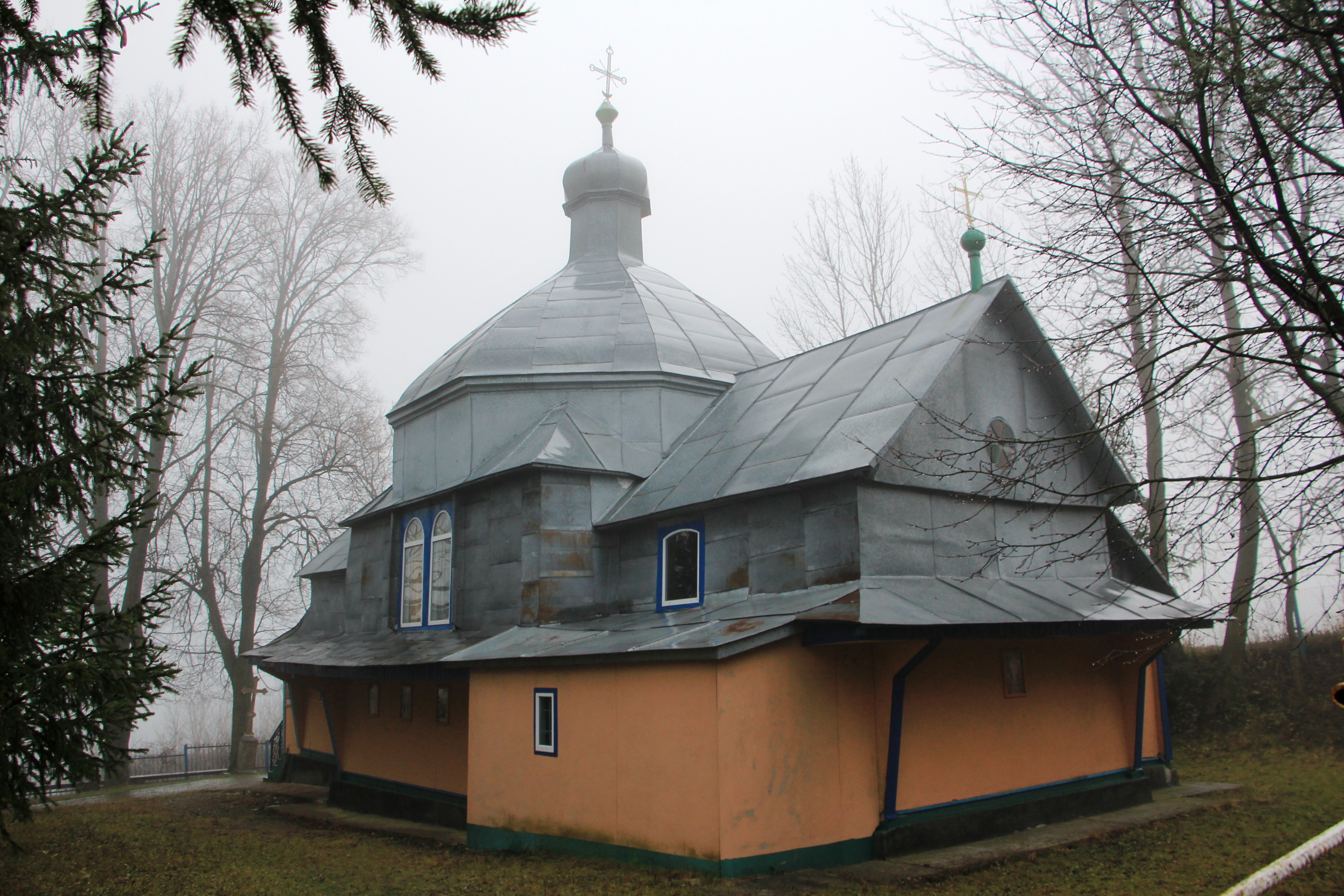
Церква Різдва Пресвятої Богородиці 1890

- церква Собору Пресвятої Діви Марії (1890, дерев'яна)[1]
- каплиця (цегляна, 2007 р.).

## Пам'ятники
Споруджено:
- пам'ятний хрест на честь скасування панщини (1848 р.)
- братська могила воїнів УПА (в лісі — урочище «Романова долина», біля села; 1944 р.)
- пам'ятник (погруддя) Тарасу Шевченку (1991 р.)
- символічна могила Борцям за волю України (1991 р.)
- скульптура («фігура») Божої Матері (2008 р.).

## Соціальна сфера
Діють загальноосвітня школа І ступеня, клуб, бібліотека, сільська рада, фельдшерський пункт, магазин.

## Населення

### Мова
Розподіл населення за рідною мовою за даними перепису 2001 року:
| Мова            | Кількість | Відсоток |
| --------------- | --------- | -------- |
| українська      | 388       | 99.22%   |
| російська       | 1         | 0.26%    |
| білоруська      | 1         | 0.26%    |
| інші/не вказали | 1         | 0.26%    |
| Усього          | 391       | 100%     |

## Відомі уродженці села
У Заставцях народилися:
- Іван Джиджора — історик, публіцист
- Джиджора Дмитро Павлович (1985—2022) — військовослужбовець Збройних сил України, учасник російсько-української війни.
- Гриник Петро Петрович
- Григорій — Архієпископ Запорізький і Мелітопольський (в миру Качан Ярослав Михайлович)
- Арсеній (Качан) — ієромонах, благочинний Замкового Свято-Архангельського монастиря м. Луцька  Волинської єпархії Української Православної Церкви Київського патріархату.
- о. Василь Джиджора — хорунжий УГА, релігійний та громадський діяч в Україні (до других «совітів»), Словаччині, Німеччині, США[8]
- о. Григорій Петришин — релігійний діяч.

## Галерея

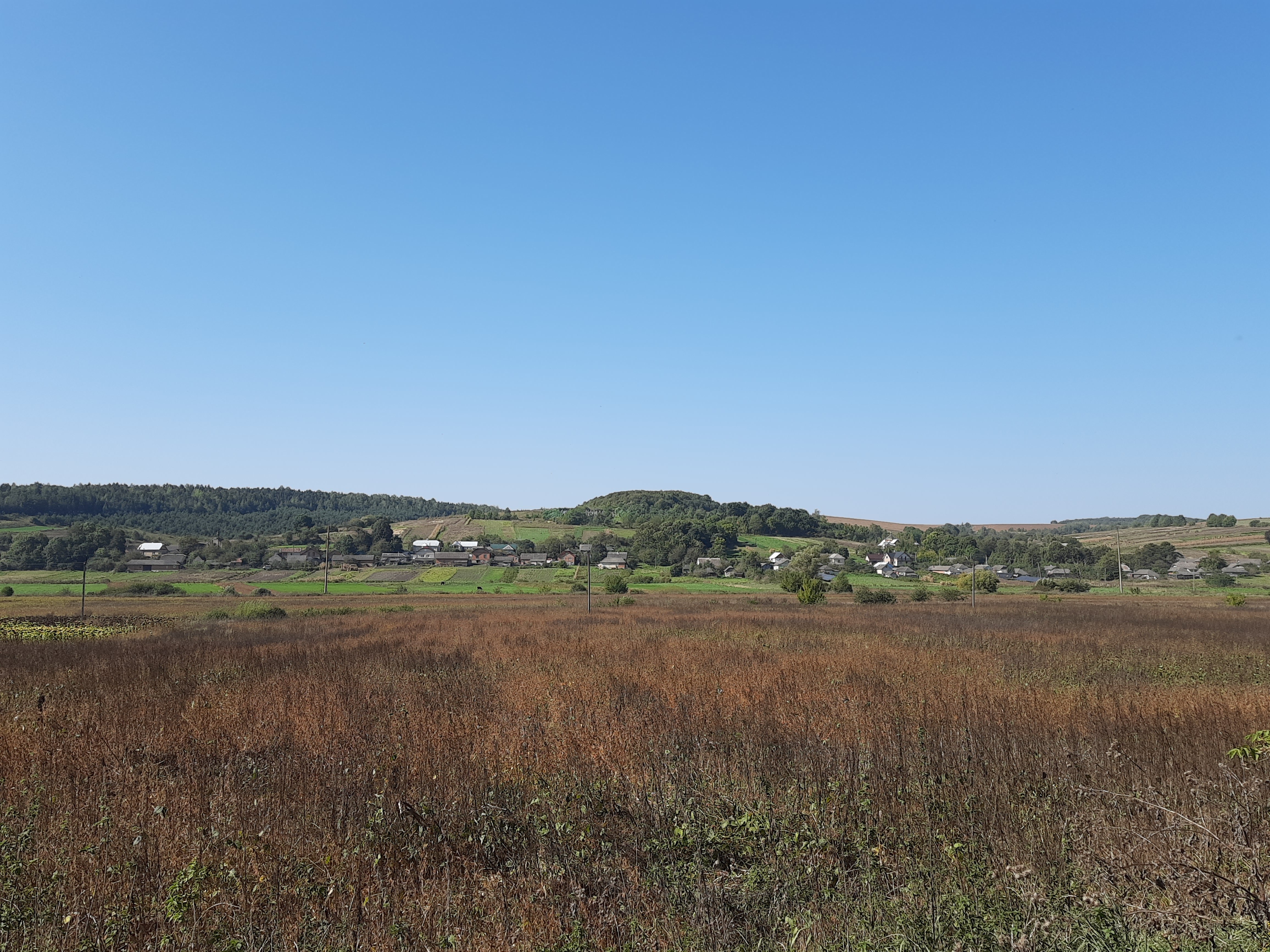
Вигляд на село
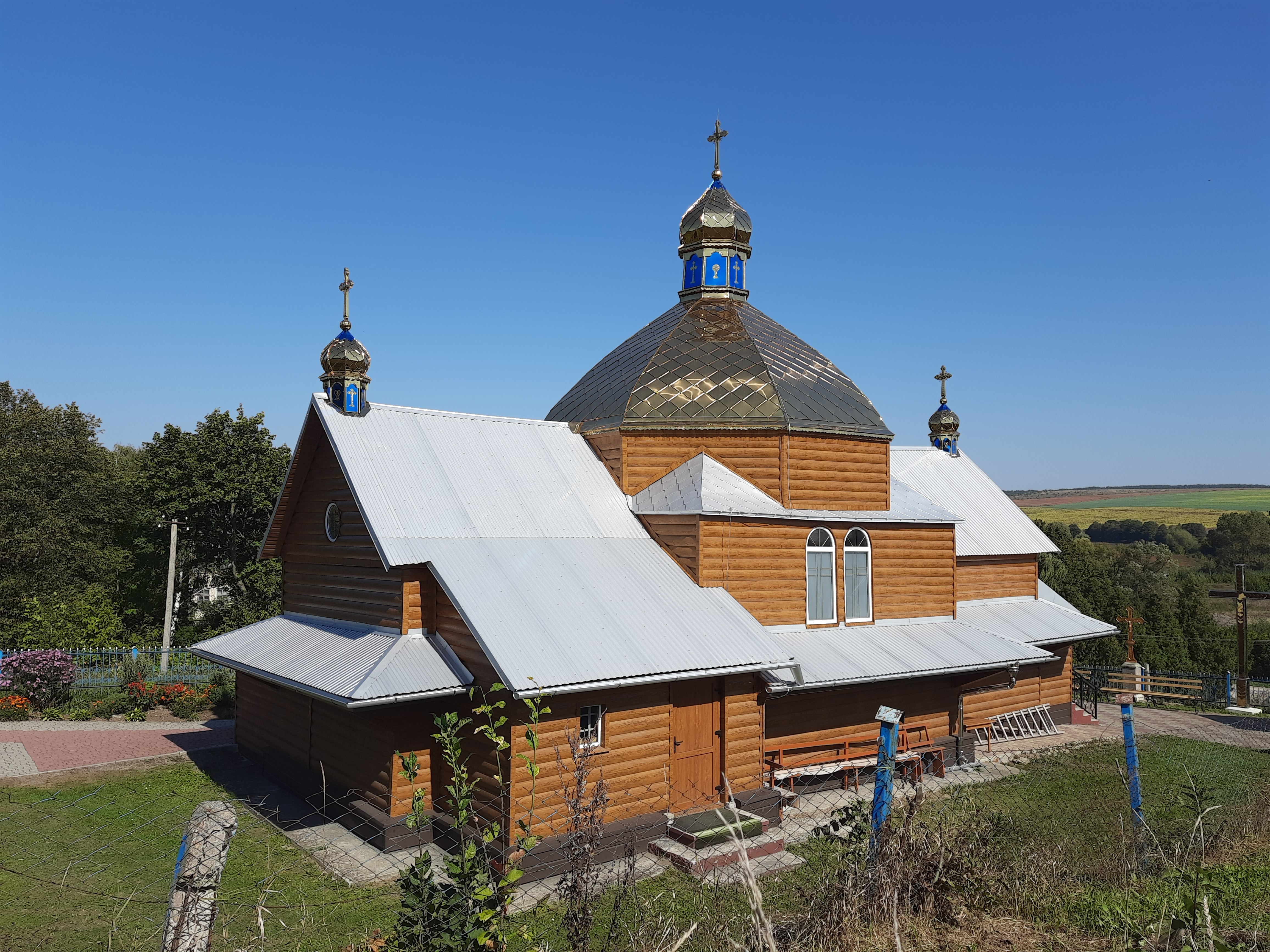
Церква Собору Пресвятої Діви Марії
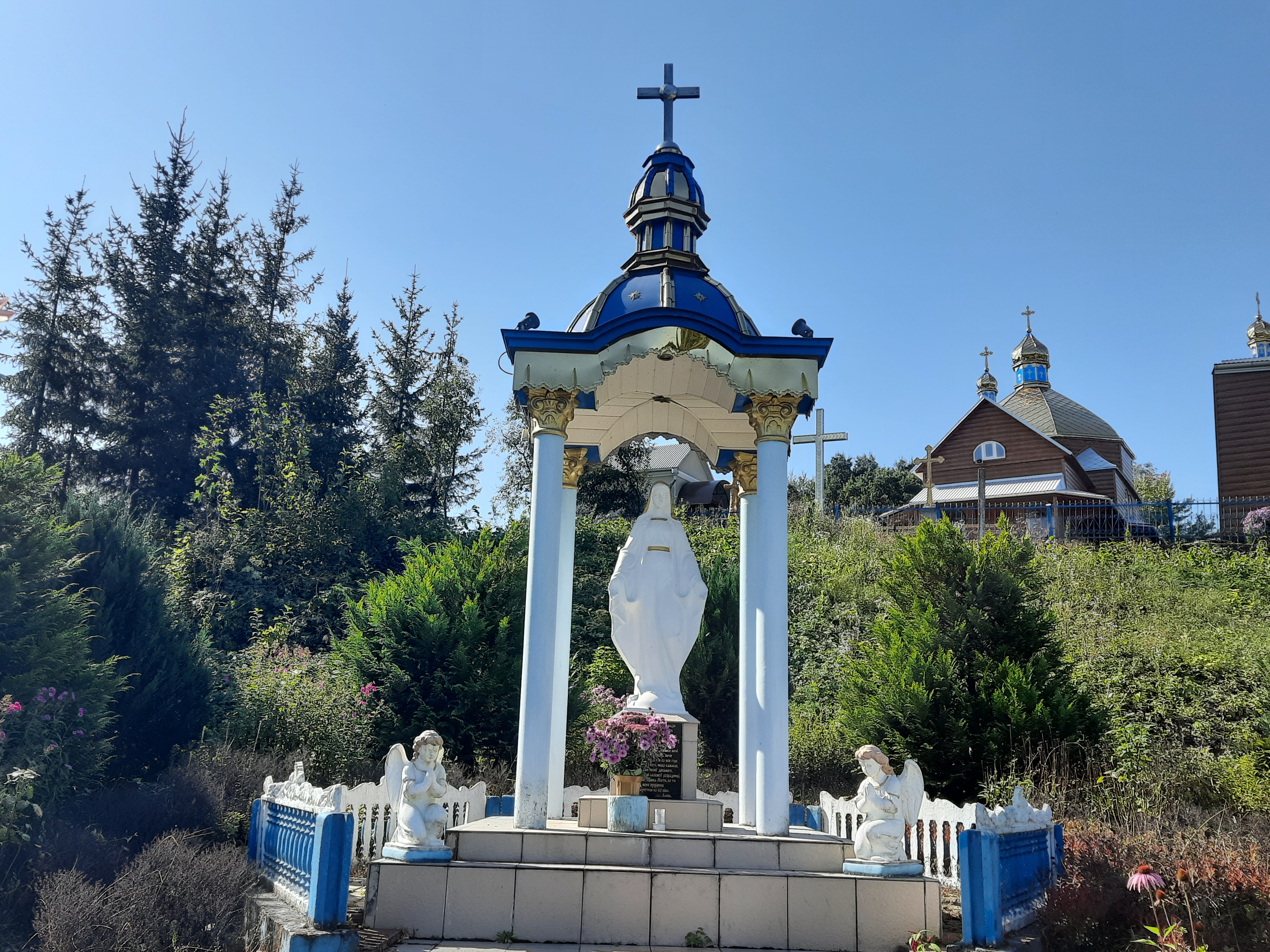
Статуя Божої Матері
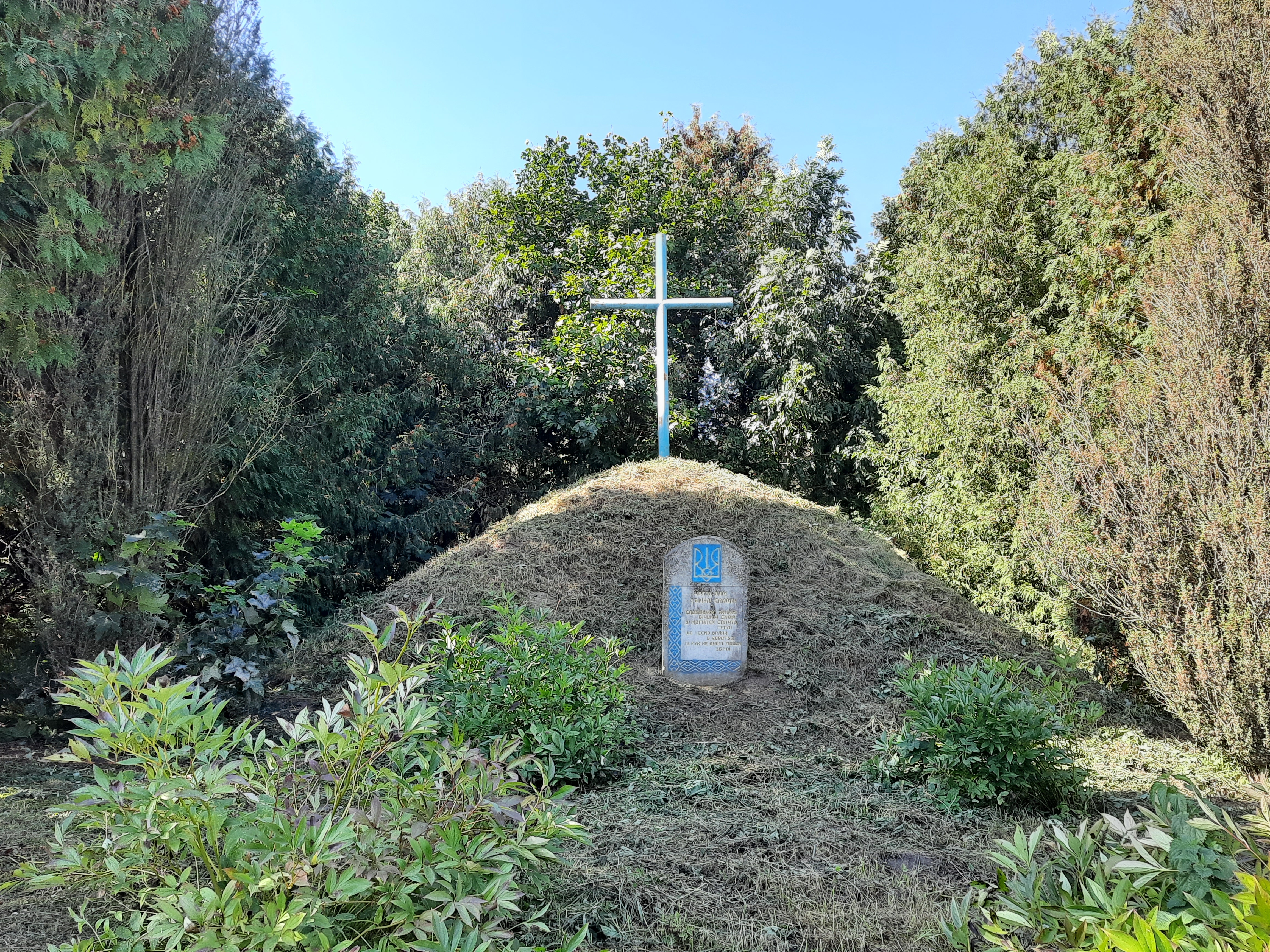
Символічна могила Борцям за волю України
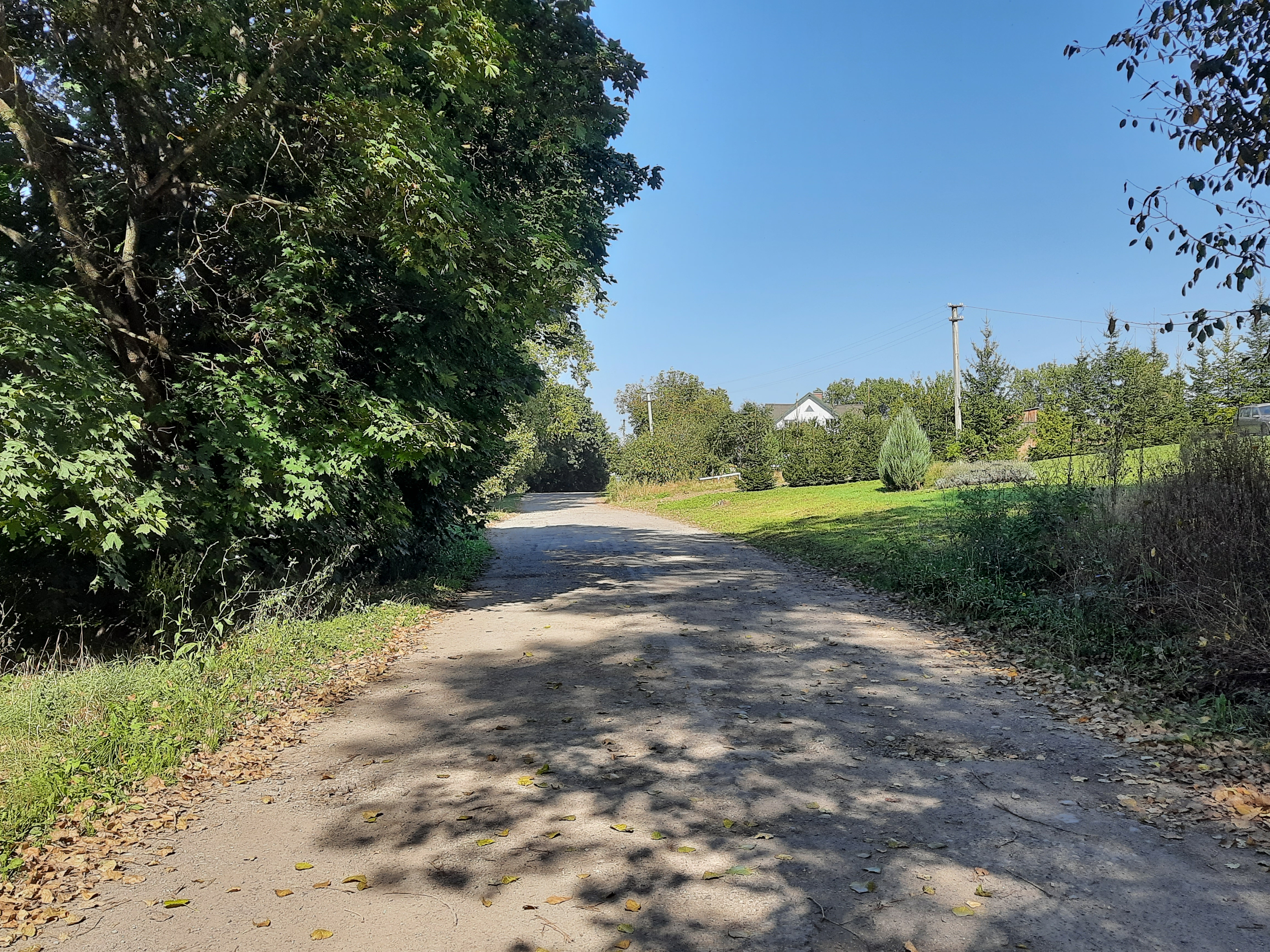
Околиця села